# Rock 'n' Roll High School
Rock 'n' Roll High School je glazbena komedija Rogera Cormana, redatelja Allana Arkusha i punk rock sastava Ramones iz 1979.
Glavne uloge u filmu igraju P. J. Soles, Vince Van Patten i Clint Howard. Darby Crash i Lorna Doom iz punk rock sastava The Germs, također igraju u filmu. Film je na tržište izašao pod etiketom "Hoće li tvoja škola biti sljedeća?".

## Kratki sadržaj
Srednja škola "Vince Lombardi" počinje gubiti osnovna načela naobrazbe, jer učenici sve više vremena provode slušajući rock and roll, ignorirajući tako svoju naobrazbu. Njihov predvodnik Riff Randall (P.J. Soles), veliki je obožavatelj punk rock sastava Ramones. On po tri dana čeka da kupi ulaznicu za Ramonesov koncert kako bi se sreo s Joeyjom Ramoneom i uručio mu pjesmu što ju je napisao za sastav "Rock N' Roll High School".
Kada Principal Togar (Mary Woronov), uzima karte koje su daleko od pozornice, Riff i njegov najbolji prijatelj Kate Rambeau (Dey Young), moraju pronaći drugi način kako bi se susreli sa svojim herojima i pomogli im da pobjede na radijskom natjecanju. Kada Miss Togar i skupina roditelja pokušaju da spale veliku količinu rock snimaka, učenici preuzimaju srednju školu i pridružuju se Ramonesima, koji su postali počasni polaznici škole. Tom prilikom je pozvana policija sa zahtjevom da isprazni školu, što su i učinili dok nije čitava eksplodirala.

## Glumci
- P. J. Soles: Riff Randell
- Vince Van Patten: Tom Roberts
- Clint Howard: Eaglebauer
- Dey Young: Kate Rambeau
- Mary Woronov: Miss Evelyn Togar
- Paul Bartel: Mr. McGree
- Dick Miller: Police Chief
- Don Steele: Screamin' Steve Stevens
- Alix Elias: Coach Steroid
- Kc Ramone:Extra

## Glazba iz filma
- Bent Fabric - "Alley Cat"
- Chuck Berry - "School Days"
- Brownsville Station - "Smokin' In the Boys Room"
- Alice Cooper - "School's Out"
- Devo - "Come Back Jonee"
- Eddie & The Hot Rods - "Teenage Depression"
- Fleetwood Mac - "Albatross"
- Fleetwood Mac - "Jigsaw Puzzle Blues"
- Nick Lowe - "So It Goes"
- Paul McCartney & Wings- "Did We Meet Somewhere Before?"
- MC5 - "High School"
- The Paley Brothers - "C'mon Let's Go"
- The Paley Brothers - "You're the Best"
- Todd Rundgren - "A Dream Goes on Forever"
- The Velvet Underground - "Rock 'n' Roll"
- Brian Eno - "Spirits Drifting"
- Brian Eno - "Alternative 3"
- Brian Eno - "M386"
- Brian Eno - "Energy Fools the Magician"
- Ramones - "Blitzkrieg Bop"
- Ramones - "I Just Wanna Have Something to Do"
- Ramones - "I Wanna Be Sedated"
- Ramones - "I Wanna Be Your Boyfriend"
- Ramones - "I Want You Around"
- Ramones - "Pinhead"
- Ramones - "Questioningly"
- Ramones - "Rock 'n' Roll High School"
- Ramones - "She's the One"
- Ramones - "Sheena Is a Punk Rocker"
- Ramones - "Teenage Lobotomy"
- Ramones - "California Sun"
- Ramones - "Do You Wanna Dance?"

## Proizvodnja i uspjeh
Izvršni producent Corman tražio je verziju "divljeg mladenačkog" filma iz '50-ih i '60-ih i osjeti kako bi najbolji način da se dođe do gledanosti krajem '70-ih,  bila popularna glazba u to vrijeme. Produkcija se zasnivala na priči Allana Arkusha i Joea Dantea. U rujnu 1977. Richard Whitley i Russ Dvonch (oboje s tek završenom filmskom školom), odlaze u  Corman's urede kako bi tražili posao. Kako su tada imali sreće, mnogima se svidio njihov studentski film dok su ga prikazivali u predvorju. Pošto su dobili simpatije uručene su im originalne skripte pod nazivom "Girl's Gym" od Josepha McBridea. Rečeno im je da prepišu bilo koje poglavlje kao ispit njihovog znanja. Whitley i Dvonch su položili test i dobili posao za pisanje scenarija iz kojega je kasnije nastao film Rock 'n' Roll High School.
Arkushi, zajedno s Whitley i producentom Michaelom Finnellom, komentiraju sve o postanku filma na snimci koja se nalazi na DVD-u. Trojac nastoji zadržati jedan anegdotski način razmišljanja, ali se boje da će ih omesti određeni elementi koji se pojavljuju na zaslonu. To im donosi prilične probleme u njihovoj priči ali se također nastoje da dovedu svijetlo na neki drugi ne toliko značajan način. Na primjer, jedna od mnogih sekvenci na filmu, scena "paper plane", djelomično je snimljena u režiji Zuckera Brothersa. Također otkriva da je Dante, koji je pomogao napisati scenarij, dobio izravnu priliku za nekoliko filmova redom od Arkushia dok nije otišao iz komisije radi iscrpljenosti.
Međutim ne spominje zašto je film zasnovan u školi "Vince Lombardi High School", Wisconsin, a ne na temelju istinite priče. Rock 'n' Roll High School je bio odlično prihvaćen od publike, pa je 1990. snimljen i nastavak filma pod nazivom Rock 'n' Roll High School Forever. Međutim nije zabilježio uspjeh kao izvornik, vjerojatno iz razloga što je priča izmišljena i nije bazirana na stvarnosti.

## Vanjske poveznice
- Rock 'n' Roll High School u internetskoj bazi filmova IMDb-a
- Originalne skladbe  Arhivirana inačica izvorne stranice od 11. rujna 2008. (Wayback Machine)